# イアフメス＝メリトアメン
イアフメス＝メリトアメン（Ahmose-Meritamun）は、 エジプト第18王朝の女王。彼女はファラオであるアメンホテプ1世の姉かつ妻だった。

## 生涯
イアフメス＝メリトアメンは、イアフメス1世とイアフメス＝ネフェルタリの娘であり、エジプト第18王朝時代に、弟のアメンホテプ1世と結婚した。